# Karen Ramírez
Karen Ramírez (ur. 16 maja 1971 w Londynie) – angielska piosenkarka muzyki pop i dance. W wieku 6 lat przeprowadziła się z rodziną do Trinidadu i Tobago, ale powróciła do Wielkiej Brytanii na stałe, rozpoczynając studia. W 1998 roku wylansowała przebój – "Looking For Love".

## Dyskografia

### Albumy
- Distant Dreams – 1998
- Remixed Dreams – 1999 – tylko w Japonii
- Bees In The Trees – 2006 – jedynie wersja internetowa (iTunes)

### Single
- Troubled Girl – 1998
- Looking For Love – 1998
- If We Try – 1998
- Lies – 1998 – tylko forma winylowa